# Åbyskov
Åbyskov is een plaats in de Deense regio Zuid-Denemarken, gemeente Svendborg. De plaats telt 266 inwoners (2021). Åbyskov valt onder de parochie van Skårup.
De plaats heeft een gemeenschapshuis en een camping.